# Liste russischer Hörfunksender
In dieser Liste russischer Hörfunksender ist eine Auswahl an Radioprogrammen enthalten, die in und für Russland produziert werden. 

## Staatliche Sender
- Überregionale Sender der WGTRK

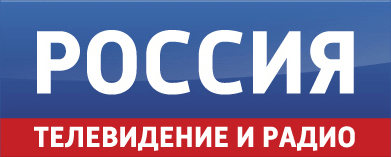
Logo der WGTRK

  - Radio Kultura (rus Радио Культура)
  - Radio Majak (rus Радио Маяк)
  - Radio Rossii (rus Радио России)
  - Westi FM (rus Вести ФМ)
- Auswahl regionaler Sender der WGTRK
  - Capital FM (zusammen mit Moskwa Media)
  - Moskwa FM 92.0 (rus Москва FM 92.0) (zusammen mit Moskwa Media)
  - Wolgograd 24 FM (rus Волгоград 24 ФМ)
- Sender der FGBU
  - Orpheus (rus Орфей)

## Private Sender
- Aschkasar Radiohy (bak Ашҡаҙар радиоһы)
- Awtoradio (rus Авторадио)
- BIM-Radio (rus БИМ-радио)
- Bolgar Radiosı (tat Болгар радиосы)
- Business FM
- Comedy Radio
- Detskoje Radio (rus Детское Радио, dt. Kinderradio)
- Dinamit Nischni Nowgorod (rus Динамит Нижний Новгород)
- Doroschnoje Radio (rus Дорожное Pадио, dt. Straßenradio)
- Echo Moskwy (rus Эхо Москвы, dt. Echo Moskaus)
- Eldoradio (rus Эльдорадио)
- Jewropa Pljus (rus Европа Плюс, dt. Europa Plus)
- FM-na Donu  (rus ФМ-на Дону)
- Gorod FM (rus Город FM)
- Gorodskaja Wolna 101.4 FM (rus Городская волна 101.4 ФМ)
- Goworit Moskwa (rus Говорит Москва)
- Grad Petrow (rus Град Петров)
- Hit FM (rus Хит FM)
- Interwolna (rus Интерволна)
- Jam FM (rus Джем FM)
- Juldasch (bak Юлдаш)
- Jumor FM (rus Юмор FM)
- Kitap Radiosı (tat Китап радиосы)
- Kommersant FM (rus Коммерсантъ FM)
- Krasnojarsk FM (rus Красноярск FM)
- Krasnojarsk Glawnyj (rus Красноярск Главный)
- L-radio
- Like FM
- Love Radio
- Marusja FM (rus Маруся ФМ)
- Maximum
- Megapolis FM
- Milizeiskaja Wolna (rus Милицейская Волна)
- Nasche Radio (rus Наше Pадио, dt. Unser Radio)
- Naschi Pesni (Perm) (rus Наши Песни (Пермь)
- Nowoje Radio (rus Новое Радио, dt. Neues Radio)
- NRJ (Russland)
- Pilot FM (rus Пилот FM)
- Pioner FM (rus Пионер FM)
- Piter FM (rus Питер FM)
- Radio-3 (rus Радио-3)
- Radio 7 (rus Радио 7)
- Radio 54 (rus Радио 54)
- Radio 99.1 Krasnojarsk (rus Радио 99.1 FM Красноярск)
- Radio 100 (rus Радио 100)
- Radio Alfa (rus Радио Альфа)
- Radio Blagowestije (rus Радио Благовестие)
- Radio Bolid (rus Радио Болид)
- Radio Borneo (rus Радио Борнео)
- Radio Chanson (rus Радио Шансон)
- Radio Datscha (rus Радио Дача)
- Radio DFM (rus Радио DFM)
- Radio Dlja Dwojich (rus Радио для Двоих)
- Radio Hermitage 90,1 FM (rus Радио Эрмитаж 90,1 FM)
- Radio Iswestija (rus Радио Известия)
- Radio Jazz
- Radio Jugra (rus Радио Югра)
- Radio Juniton (rus Радио Юнитон)
- Radio Kabardino-Balkarii (kabardinisch, karatschai-balkarisch)
- Radio Karnaval (rus Радио Карнавал)
- Radio Kniga (rus Радио Книга)
- Radio Komsomolskaja Prawda (rus Pадио Комсомольская правда)
- Radio Kontinental (rus Радио Континенталь)
- Radio Kurai (rus Радио Курай)
- Radio Kuranty (rus Радио Куранты)
- Radio Melodija (Woronesch) (rus Радио Мелодия (Воронеж))
- Radio Metro (rus Радио Метро)
- Radio Millennium (rus Радио Миллениум)
- Radio Mir (rus Радио Мир)
- Radio Monte Carlo
- Radio Nowaja Wolna 102.0 FM (rus Радио Новая Волна 102.0 FM)
- Radio Obras (rus Радио Образ)
- Radio Olimp (rus Радио Олимп)
- Radio Perwyj Kanal (rus Радио Первый Канал)
- Radio Petersburg (rus Радио Петербург)
- Radio Purga (rus Радио Пурга)
- Radio Radonesch (rus Радио Радонеж)
- Radio Randevu (rusРадио Рандеву)
- Radio Record
- Radio Rodnych Dorog (rus Радио Родных Дорог)
- Radio Romantika
- Radio Russkij Hit  (rus Радио Русский Хит)
- Radio Samara Maximum (rus Радио-Самара-Максимум)
- Radio Schokolad (rus Радио Шоколад)
- Radio Senit (rus Радио Зенит)
- Radio Si (rus Radio СИ)
- Radio Sibir (rus Радио Сибирь)
- Radio Sputnik 105.1FM (Wolgograd) (rus Радио Спутник 105.1FM (Волгоград))
- Radio Sputnik 107FM (Jekaterinburg) (rus Радио Спутник 107FM (Екатеринбург))
- Radio Sputnik (Ufa) (rus Радио Спутник (Уфа))
- Radio Swesda (rus Радио Звезда)
- Radio Twoja Wolna (rus Радио Твоя Волна)
- Radio Wanja (rus Радио Ваня)
- Radio Wera (rus Радио Вера)
- Radio Woskresenije (rus Радио Воскресение)
- Radiola (rus Радиола)
- Relax FM
- Retro FM (rus Ретро ФМ)
- Rock Arsenal 104.5
- Rock FM 95.2
- Roxana Radiosı (tat Роксана радиосы)
- Royal Radio 98,6 FM
- Russkoje Radio (rus Русское Радио, dt. Russisches Radio)
- Samarskoje Gubernskoje Radio (rus Самарское Губернское Радио)
- Schara FM (rus Жара FM)
- Serebrjanyj Doschd (rus Серебряный дождь, dt. Silberregenradio)
- SNA-Radio (ehemals Stimme Russlands und Radio Moskau; Auslandsdienst)
- Studio 21
- Taxi FM (rus Такси FM)
- Tatar Radiosı (tat Татар радиосы)
- Tärtip Radiosı (tat Тәртип радиосы)
- Wesna FM (rus Весна FM)
- Wolgograd FM 101.5 Волгоград FM 101.5)
- Wostok FM (rus Восток FM)